# 클루브 아우로라

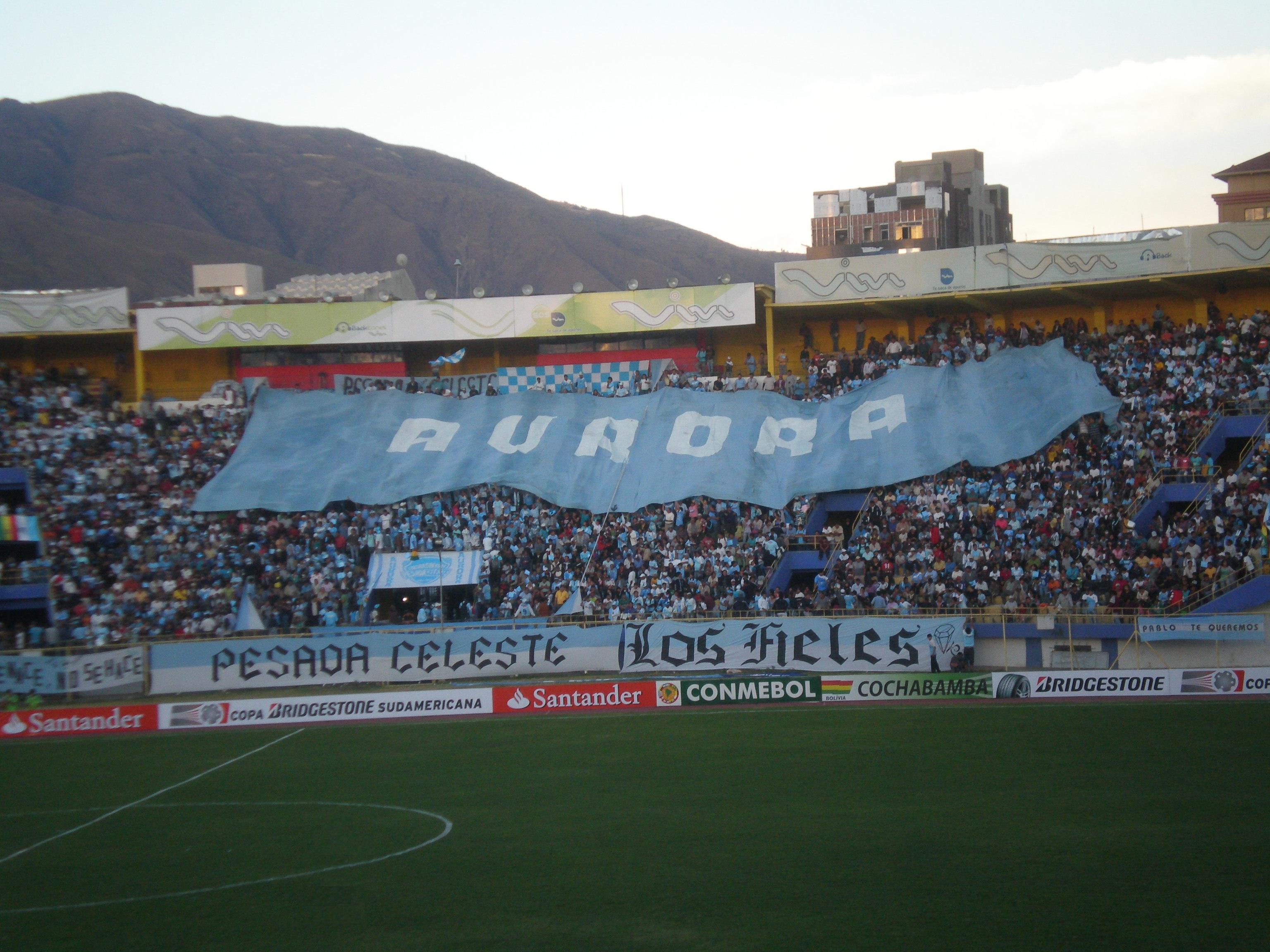

클루브 아우로라(Club Aurora)는 볼리비아 코차밤바를 연고로 하는 축구 클럽이다. 이 팀은 1935년 5월 27일에 창단 되었으며 현재는 볼리비아 프리메라 디비시온에 참가하고 있다.

## 선수 명단

### 현역
참고: FIFA 자격 규정에 따라 소속된 국가대표팀 국기를 표시합니다. 선수는 복수의 FIFA 비회원국 국적을 가지고 있을 수 있습니다.
| 번호 | 포지션 | 국적     | 이름              |
| ---- | ------ | -------- | ----------------- |
| 1    | GK     |          | 아구스틴 쿠시야스 |
| 18   | FW     | 볼리비아 | 자이르 레이노소   |

| 번호 | 포지션 | 국적 | 이름 |
| ---- | ------ | ---- | ---- |

## 역대 감독
| 감독                     | 임기      |
| ------------------------ | --------- |
| 오스카르 비예가스(대행)  | 2004      |
| 오스카르 비예가스        | 2005~2006 |
| 훌리오 세자르 발데비에소 | 2008~2009 |
| 훌리오 세자르 발데비에소 | 2011      |
| 호르헤 하베거            | 2012      |
| 훌리오 세자르 발데비에소 | 2012      |
| 미겔 앙헬 자흐           | 2014      |
| 루이스 마누엘 블랑코     | 2014~2015 |
| 훌리오 세자르 발데비에소 | 2020      |